# ديفيد هوارد (كاتب)
ديفيد هوارد (بالإنجليزية: David Howard)‏ هو كاتب سيناريو أمريكي، ولد في 8 يوليو 1987 في كولومبيا في الولايات المتحدة.